# Arçon (Loire)
Pour les articles homonymes, voir Arçon.
L'Arçon est une rivière du centre de la France, affluent de rive gauche de la Loire, dans les régions d'Auvergne et de Bourgogne-Franche-Comté, dans les départements de la Loire et de Saône-et-Loire.

## Géographie
De 28,12 km de longueur
L'Arçon prend sa source sur la commune de Saint-Bonnet-des-Quarts près du hameau de la Roche, à ~570 m d'altitude, dans les monts de la Madeleine,.
Il se jette dans la Loire en rive gauche, à Artaix près du hameau les Ramiers, à ~245 m d'altitude.
Il partage son nom avec le hameau d'Arçon entre Vivans et Changy, où il alimente l'étang d'Arçon.

### Communes, cantons et régions traversés
Les communes sont indiquées d'amont en aval.

#### Communes et régions
- Département de la Loire, région Auvergne-Rhône-Alpes ( Rhône-Alpes)

Saint-Bonnet-des-Quarts, Le Crozet, La Pacaudière, Changy et Vivans,.

L'Arçon
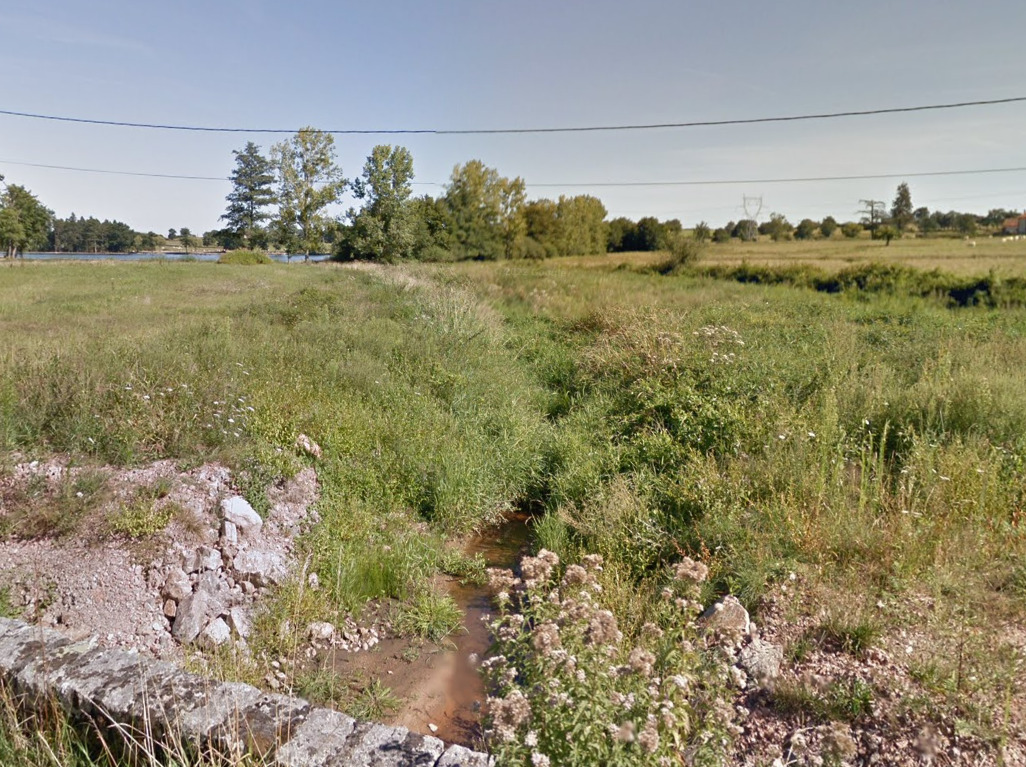
Entre Changy et Vivans. Au fond à gauche, l'étang d'Arçon.
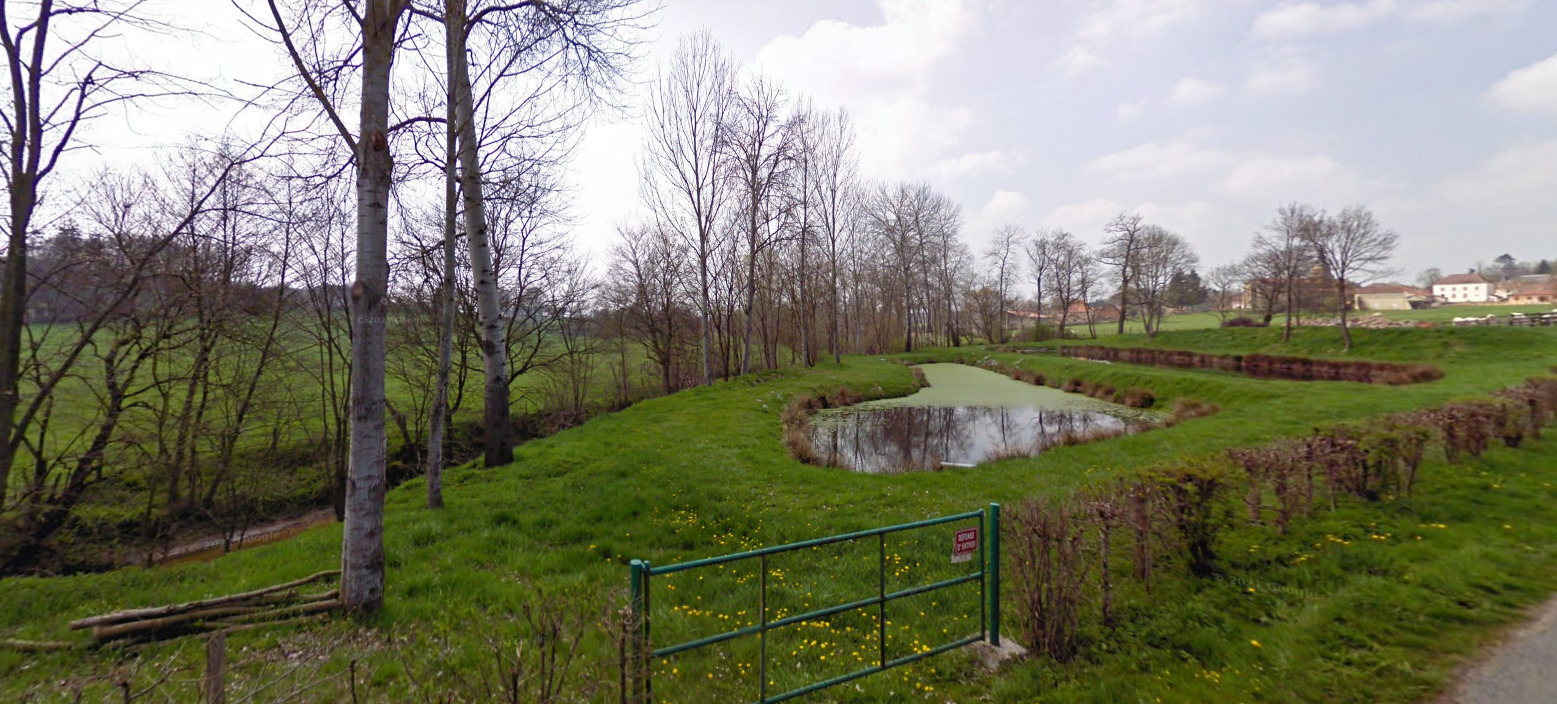
À la station épuration de Chenay-le-Châtel

- Département de Saône-et-Loire, région Bourgogne-Franche-Comté (Bourgogne)

Chenay-le-Châtel et Artaix,.
- Cantons

## Affluents

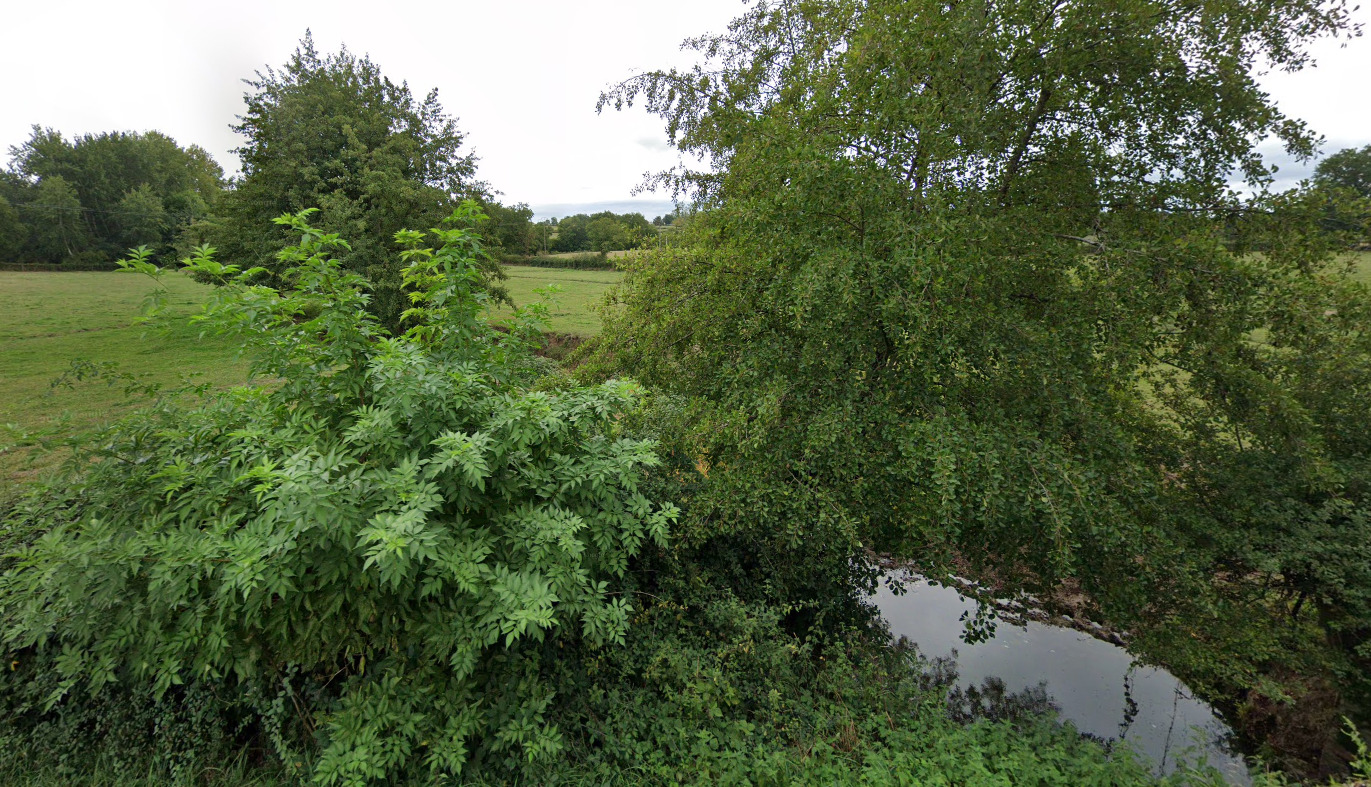
Le Bardon au pont Rigon, Vivans

L'Arçon a 22 affluents contributeurs référencés dont treize de 1 km de longueur, quatre de 2 km de longueur et trois de 3 km de longueur. Les deux plus grands sont :
- le Bardon (rg), 10,98 km[5], avec trois petits affluents. Il conflue avec l'Arçon sur Vivans, entre le bourg et le château de la Molière à l'est du bourg, à 285 m d'altitude[6] ;
- le Dard (rg), 9,08 km[7].

## Monuments

### Le pont-canal d'Artaix et la Cuvette
Le nom « Cuvette » vient d'une fondation bétonnée qui soutient le canal de Roanne à Digoin passant sur le pont-canal de l'Arçon. Cette structure a été construite après une grave rupture de digue de l'ancienne cuvette dans la nuit du 2 au 3 février 1933, entraînant l'effondrement de la rive gauche de l'aqueduc sous laquelle coule l'Arçon. Le marinier Henri Lespinasse est mort noyé dans l'accident. 

Le pont-canal est composé de quinze travées qui reposent sur quinze rangées de cinq piliers de sections rectangulaires. Les piliers s'appuient sur une semelle en béton dont l'épaisseur varie, suivant les endroits, de 0,30 à 1,40 m. La cuvette supportée par les piliers a une longueur de 112 m, une largeur de 14 m et une profondeur de 3,20 m. Les travaux ont coûté 1 500 000 francs de l'époque sont réalisés en deux mois. La navigation est ainsi rétablie 4 mois seulement après l'accident.